# Nadzór bankowy
Nadzór bankowy – instytucja monitorująca działalność podległych jej banków komercyjnych, której podstawowym celem jest zapewnienie stabilności i bezpieczeństwa sektora bankowego, a także tworzenie i kontrola skierowanych do banków norm ostrożnościowych.
Nadzór bankowy polega na możliwości arbitralnego wkraczania w działalność instytucji wykonujących czynności bankowe przez odpowiedni organ państwowy. Nadzór bankowy działa w interesie klientów banków, czuwając nad przestrzeganiem przez banki prawa bankowego i innych chroniących klientów przepisów, w celu zapewnienia bezpieczeństwa zgromadzonych przez bank depozytów.
Nadzór bankowy w krajach Unii Europejskiej sprawują banki centralne lub specjalne urzędy współpracujące z bankami centralnymi. Z uwagi na brak jednolitości odnośnie do instytucjonalizacji nadzoru bankowego w różnych krajach oraz generowane trudności związane z kontrolowaniem działalności o charakterze międzynarodowym, utworzony został Bazylejski Komitet Nadzoru Bankowego. Instytucja ta opracowała Podstawowe zasady nadzoru bankowego, które w wielu krajach przyjmowane są jako wzór regulacji prawnych w omawianym zakresie.

## Funkcje nadzoru bankowego
Nadzór bankowy realizuje cztery funkcje. Są to:
- Funkcja licencyjna – dopuszczanie do działalności bankowej odpowiednich ludzi i kapitału, tak, aby bank mógł być traktowany jako instytucja zaufania publicznego. W procesie tym następuje wydawanie zgody na utworzenie banku oraz zmiany w statucie, a także weryfikacja właścicieli i zarządu banku. Funkcja ta ogranicza dostęp podmiotów, które nie spełniają ustawowych kryteriów, oraz kapitału pochodzącego z nielegalnego lub nieujawnionego źródła.

- Funkcja regulacyjna, czyli określanie zasad funkcjonowania banków poprzez ustalenie minimalnych standardów bezpieczeństwa, tzw. nadzorcze regulacje ostrożnościowe. W tym zakresie istnieją normy o charakterze ilościowym i jakościowym mające na celu ograniczenie ponoszonego przez banki ryzyka płynności, kredytowego, rynkowego i operacyjnego.

- Funkcja kontrolna, czyli analiza sytuacji finansowej banków, a zwłaszcza identyfikowanie podstawowych zagrożeń w ich funkcjonowaniu. Funkcja ta zostaje wypełniona poprzez analizę sprawozdawczości finansowej oraz kontrole bezpośrednio w bankach. Pojęcie kontroli obejmuje badanie zgodności stanu istniejącego i porównywanie go ze stanem pożądanym, ustalenie poziomu głównych rodzajów ryzyka bankowego oraz przekazanie jednostce kontrolowanej wyników ustaleń.

- Funkcja dyscyplinująca, czyli podejmowanie działań zapobiegawczych, a w warunkach szczególnego zagrożenia również naprawczych, przy wykorzystaniu sankcji wobec banków. Wypełnianie tej funkcji oznacza, że w określonych prawem przypadkach nadzór bankowy może korzystać ze środków nadzoru administracyjnego (sankcje i zalecenia) zarówno w stosunku do instytucji, jak i osób odpowiedzialnych za wystąpienie nieprawidłowości.

## Nadzór bankowy w Polsce
Początki nadzoru bankowego w Polsce sięgają 1920 r., kiedy to pierwszy raz została przyjęta ustawa o nadzorze nad przedsiębiorstwami bankowemi i kantorami wymiany (pisownia oryginalna sprzed reformy językowej).
Uchwalenie nowej Konstytucji Rzeczypospolitej Polskiej oraz przyjęcie ustawy o Narodowym Banku Polskim w 1997 r. wprowadziło zmiany w konstrukcji źródeł prawa kształtującego organizację banku centralnego.
Nadzór bankowy w Polsce w latach 1998–2007 sprawowała Komisja Nadzoru Bankowego (KNB), której przewodniczył prezes Narodowego Banku Polskiego (NBP), a w jej skład wchodzili przedstawiciele naczelnych władz (przedstawiciele Prezydenta Rzeczypospolitej Polskiej, Ministra Finansów, Prezes Bankowego Funduszu Gwarancyjnego, Przewodniczący Komisji Papierów Wartościowych i Giełd, Generalny Inspektor Nadzoru Bankowego).
Zgodnie z przepisami ustawy o nadzorze nad rynkiem finansowym z dnia 21 lipca 2006 roku, z dniem 1 stycznia 2008 roku kompetencje Komisji Nadzoru Bankowego przejęła Komisja Nadzoru Finansowego (KNF). Z uwagi na procesy przenikania się sektorów rynku finansowego, zintegrowany nadzór obejmuje sektor:
- bankowy
- kapitałowy,
- ubezpieczeniowy,
- emerytalny,

a także:
- nadzór uzupełniający nad konglomeratami finansowymi,
- nadzór nad instytucjami pieniądza elektronicznego,
- nadzór nad instytucjami płatniczymi i biurami usług płatniczych,
- nadzór nad spółdzielczymi kasami oszczędnościowo-kredytowymi.

Celem zastąpienia Komisji Nadzoru Bankowego, Komisją Nadzoru Finansowego było usprawnienie działań instytucji nadzorczej poprzez zapewnienie integralności, lepszego przepływu informacji o rynku finansowym oraz podmiotach podlegającym kontroli. Nadzór zintegrowany znacznie ogranicza powielanie struktur oraz działań instytucji. Zintegrowany model ma też jednoznacznie określać odpowiedzialność za właściwe wykonywanie nadzoru nad rynkiem finansowym. Po wprowadzeniu w życie przepisów ustawy o nadzorze nad rynkiem finansowym została zlikwidowana Komisja Papierów Wartościowych i Giełd, Komisja Nadzoru Ubezpieczeń i Funduszy Emerytalnych, a także w dn. 31 grudnia 2007 r. przestała działać Komisja Nadzoru Bankowego i Generalny Inspektorat Nadzoru Bankowego.

### Cele nadzoru bankowego
Art. 133 ustawy Prawo bankowe określa trzy główne cele nadzoru bankowego:
1. bezpieczeństwo środków pieniężnych gromadzonych na rachunkach bankowych;
2. zgodność działania banków z przepisami ustawy, ustawy o NBP, statutem banku oraz decyzją o wydaniu zezwolenia na utworzenie banku;
3. zgodność działalności prowadzonej przez banki zgodnie z art. 70 ust. 2 ustawy o obrocie instrumentami finansowymi z przepisami tej ustawy, ustawy Prawo bankowe oraz statutem.

Ponadto analiza kompetencji KNF wskazuje, iż zasadniczymi celami sprawowania nadzoru w bankach jest:
- zapewnienie bezpieczeństwa i stabilności systemu bankowego
- zapewnienie ochrony interesów uczestników rynku finansowego
- kontrola grup kapitałowych
- szybka reakcja na problemy konsumenta i rynku

### Zadania nadzorcze
Zadania KNF względem nadzoru bankowego:
- dbanie o przestrzeganie prawa bankowego oraz innych przepisów prawnie obowiązujących banki,
- czuwanie nad płynnością bankową,
- niedopuszczenie do pogorszenia się rentowności banku, skutkiem czego mogłaby być jego likwidacja.

#### Realizacja zadań nadzorczych
W ramach nadzoru bankowego, pracownicy Urzędu Komisji Nadzoru Finansowego podejmują czynności polegające w szczególności na:
- ocenie sytuacji finansowej banków (badanie wypłacalności, jakości aktywów, płynności płatniczej, wyniku finansowego banków),
- badaniu jakości systemu zarządzania bankiem (zarządzanie ryzykiem, system kontroli wewnętrznej),
- badaniu zgodności udzielanych kredytów, pożyczek pieniężnych, akredytyw, gwarancji bankowych i poręczeń oraz emitowanych bankowych papierów wartościowych z obowiązującymi w tym zakresie przepisami,
- badaniu zabezpieczenia i terminowości spłaty kredytów i pożyczek pieniężnych,
- badaniu przestrzegania limitów, o których mowa w art. 71 i art. 79a ustawy Prawo bankowe, oraz ocenie procesu identyfikacji, monitorowania i kontroli koncentracji zaangażowań,
- badaniu przestrzegania norm dopuszczalnego ryzyka w działalności banków, zarządzania ryzykiem (dostosowanie do rodzaju i skali działalności banku procesu identyfikacji i monitorowania ryzyka) oraz sprawozdawania o dopuszczalnym ryzyku w działalności banków,
- ocenie szacowania, utrzymywania i przeglądu kapitału wewnętrznego.

### Upoważnienia dotyczące czynności nadzorczych
Ustawa Prawo bankowe określa upoważnienia Komisji Nadzoru Finansowego w ramach nadzoru. Są to w szczególności czynności polegające na:
1. podjęciu środków koniecznych do przywrócenia płynności płatniczej
2. osiągnięcie i przestrzeganie norm, o których mowa w art. 137 ustawy Prawo bankowe,
3. zwiększenie funduszy własnych,
4. zaniechanie określonych form reklamy,
5. opracowanie i stosowanie procedur, które zapewnią utrzymywanie, bieżące szacowanie i przegląd kapitału wewnętrznego oraz funkcjonowanie systemu zarządzania bankiem,
6. zastosowanie zasad tworzenia rezerw na ryzyko związane z działalnością banków lub odpisów z tytułu utraty wartości aktywów, lub szczególnego traktowania aktywów przy obliczaniu wymogów kapitałowych,
7. ograniczenie ryzyka występującego w działalności banku.

### Podmiotowy zakres nadzoru bankowego
Nadzorowi bankowemu wykonywanemu przez KNF podlegają banki oraz oddziały i przedstawicielstwa banków zagranicznych, które mają siedzibę w kraju. W porozumieniu z zagranicznym organem nadzoru bankowego, jeśli zostało to przewidziane przez umowę międzynarodową lub na zasadzie wzajemności, Komisja może wykonywać również nadzór wobec oddziałów i przedstawicielstw banków krajowych za granicą.